# Pyttipanna
Pyttipanna, cũng được gọi là pytt i panne, pytt i panne (Na Uy), pyttipannu (Phần Lan), một kiểu hỗn hợp trộn đều của thực phẩm tương tự như băm. Thuật ngữ này trong tiếng Thụy Điển có nghiaz là "những mảnh nhỏ trong chảo". Đây là một món ăn phổ biến ở Thụy Điển, Na Uy và Phần Lan, tại Đan Mạch, nó được gọi là biksemad, có nghĩa đen là "thực phẩm hỗn hợp".
Theo cách làm truyền thống tthì nó bao gồm khoai tây, hành tây, và bất kỳ loại thịt cắt nhỏ hoặc băm nhuyễn nào như xúc xích, giăm bông hoặc thịt viên, chúng thường được thái hạt lựu rồi chiên bằng chảo, món ăn này thường được dùng với một quả trứng rán và vài lát dưa chuột hoặc củ cải đường muối chua, nụ bạch hoa và đôi khi dùng vớisốt cà chua hoặc sốt nâu. Từ thời xưa Pyttipanna được chuẩn bị từ thức ăn thừa của các bữa ăn trước đó, nhưng giờ đây, nó chủ yếu được chuẩn bị từ các nguyên liệu chính. Rất nhiều loại Pyttipanna đông lạnh có thể được mua ở hầu hết các siêu thị tại Thụy Điển, Đan Mạch, Na Uy và Phần Lan. Có rất nhiều ách thức chế biến khác nhau của món ăn này bao gồm cả các món ăn chay và thuần chay.

Pyttipanna thường được viết tắt là pytt, đặc biệt là khi đề cập đến các biến thể như oxpytt (pyttipanna được làm bằng thịt bò) hoặc krögarpytt ("inn master's pytt", được làm bằng nhiều khoai tây và thịt bò thái hạt lựu hơn).

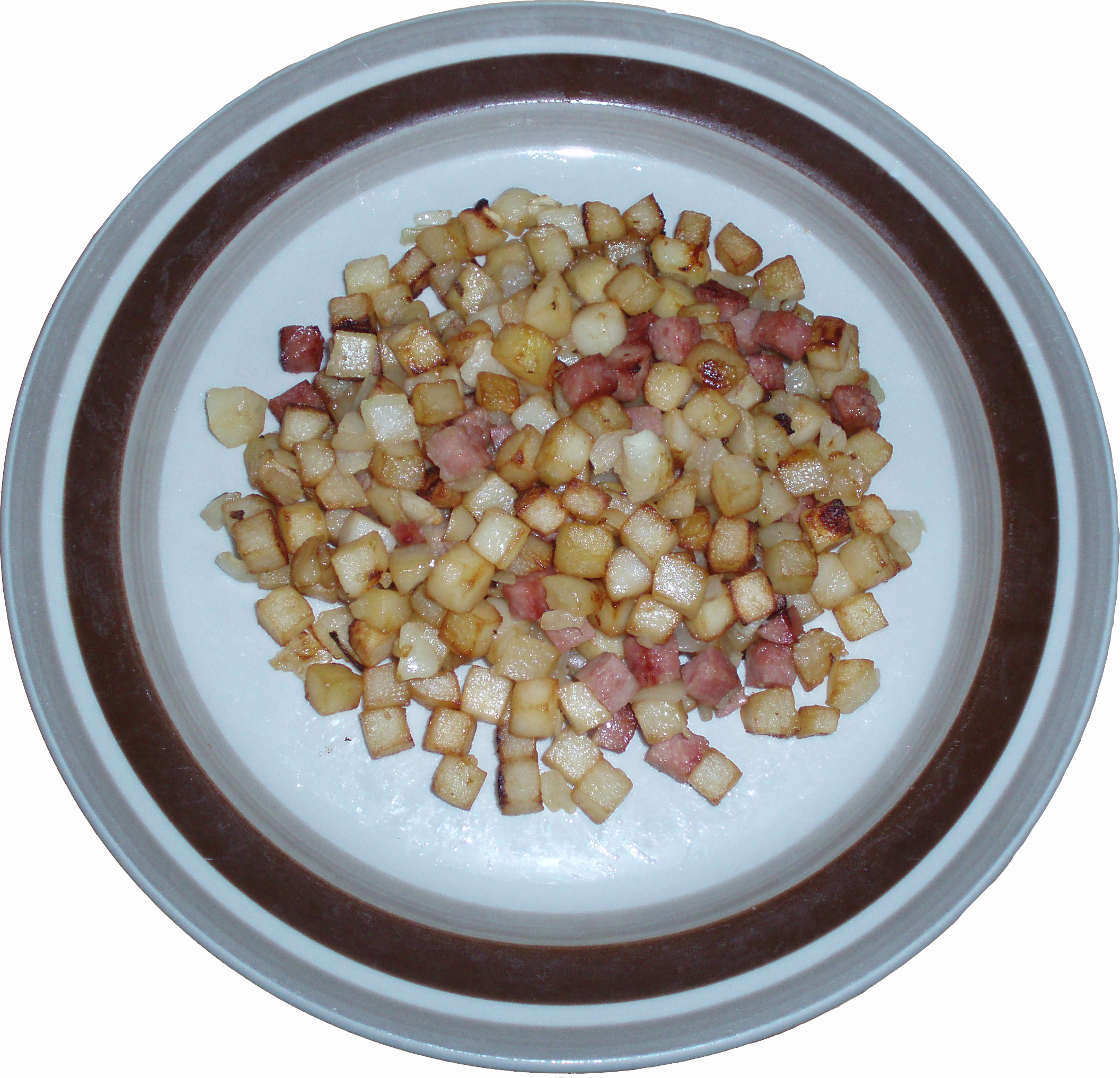
Đĩa Pyttipanna thuần không có bất kỳ sự trang trí nào

- Biksemad, from Denmark
- Bubble and squeak, from England
- Colcannon, from Ireland
- Rumbledethumps, from Scotland
- Bauernfrühstück, from Germany
- Trinxat, from the Empordà region of Catalonia, northeast Spain, and Andorra
- Stoemp, from Belgium
- Hash, from the United States